# 北苑駅 (北京市)
北苑駅（ほくえんえき）は中華人民共和国北京市朝陽区に位置する北京地下鉄13号線の駅。駅番号は1311。

## 駅構造

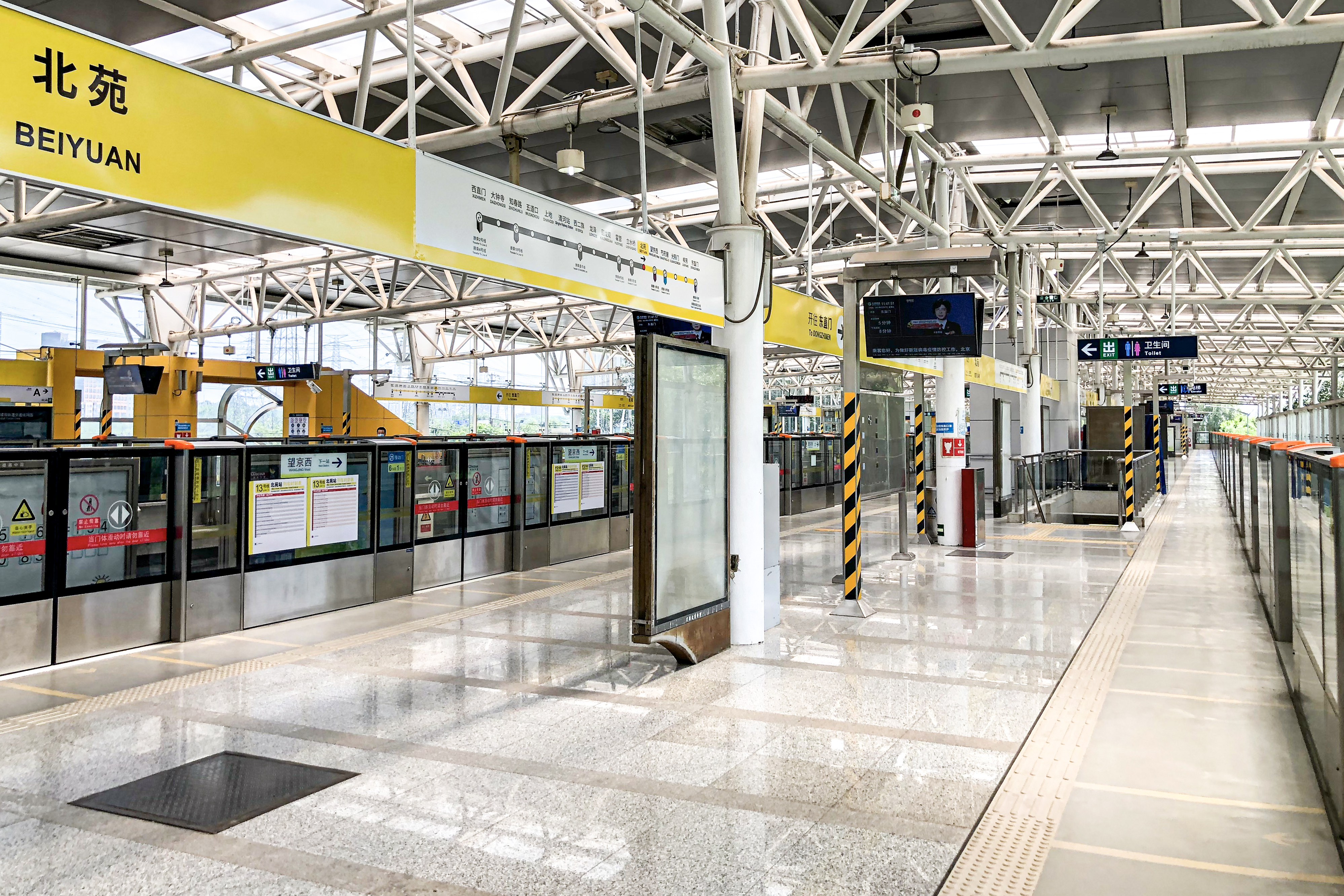
ホーム

相対式ホーム2面3線を有する地上駅。出口はA出口の1か所ある。
| 13号線のりば | 相対式ホーム       |
| 13号線のりば | ←13号線 西直門方面 |
| 13号線のりば | 13号線 東直門方面→ |
| 13号線のりば | 相対式ホーム       |

## 駅周辺
- 北京国都寵物公園

### バス路線
- 地鉄北苑駅
  - 596 国際展覧中心-清河営公交場駅
  - 530 来広営西橋东-天通北苑
  - 夜26 和平東橋-天通北苑
  - 484 北医三院-地鉄北苑駅
  - 专81 北苑公交場駅-東小口村委会
  - 专20 清河営公交場駅-金茂悦小区西門
  - 快速直逹専線76 北苑家园-地鉄北苑駅

## 歴史
- 2003年1月28日 - 開業。

## 隣の駅
北京地下鉄
■13号線
立水橋駅 (1310) - 北苑駅 (1311) - 望京西駅 (1312)
座標: 北緯40度02分30秒 東経116度25分42秒 / 北緯40.0416度 東経116.42832度